# 10.ª Brigada de Asalto de Montaña Independiente (Ucrania)

Insignia de la 10.ª Brigada Separada de Asalto de Montaña

La 10ª Brigada Independiente de Asalto de Montaña «Edelweiss» (en ucraniano: 10-та окрема гірсько-штурмова бригада "Едельвейс") es una unidad militar especializada de las Fuerzas Terrestres de Ucrania, entrenada específicamente para operaciones de guerra de montaña. Con base en Kolomyia y parte del Comando Operativo Oeste, la brigada tiene un historial de defensa de su país en varios conflictos, incluida la guerra del Dombás en 2016 y la invasión rusa de Ucrania en 2022. Durante estos conflictos, la brigada defendió a Márinka, Popasna, Mariúpol y Bajmut.

## Historia
La Décima Brigada Independiente de Asalto de Montaña se formó el 1 de octubre de 2015 en Kolomyia, como parte del Comando Operacional Oeste. Su nombre "Edelweiss" está inspirado en el de las tropas de montaña de la Alemania nazi en la Segunda Guerra Mundial. Su formación fue impulsada por la necesidad de proteger el norte de Bucovina de posibles reclamaciones territoriales rumanas y prepararse para cualquier conflicto futuro con Rusia. La brigada estaba compuesta por soldados y voluntarios experimentados, incluido el 24º Batallón de Asalto Independiente y el antiguo Batallón Aidar. Su primer comandante, el Coronel Vasyl Zubanych, fue un Héroe de Ucrania y ex comandante de batallón en la 128ª Brigada de Asalto de Montaña. Para atraer nuevos reclutas, la brigada ofreció un aumento salarial del 25% a los voluntarios que se unieran a la brigada por contrato. El primer grupo de reclutas estaba formado por 1000 voluntarios. En enero de 2016, el Ministerio de Defensa de Ucrania informó que la brigada estaba lista para comenzar su entrenamiento de combate. La brigada estuvo estacionada en Bila Tserkva y luego se trasladó a Kolomyia una vez que se completaron los nuevos cuarteles. En febrero de 2016, las Fuerzas Terrestres de Ucrania decidieron formar un nuevo batallón de montaña de Bucovina en Chernivtsi, y el 8.º Batallón de Infantería Motorizada Separado y el 46.º Batallón de Fines Especiales Independiente "Donbas-Ucrania" se agregaron a la lista de la brigada. La 10.ª Brigada Independiente de Asalto de Montaña se convirtió así en una unidad formidable, compuesta por unos pocos miles de soldados. La Brigada desempeñó un papel crucial en la guerra en Donbas, sirviendo desde el 25 de mayo hasta noviembre de 2016. La brigada se desplegó para defender áreas clave alrededor de Marinka, Krasnohorivka, Taramchuk, Stepne y Solodke, donde enfrentó ataques implacables de artillería, morteros y tanques separatistas y rusos. A pesar de los desafíos, la brigada se mantuvo firme, defendiéndose con éxito de los repetidos ataques de las fuerzas enemigas.
El 24 de agosto de 2016, Día de la Independencia de Ucrania, el presidente Petro Poroshenko entregó a la brigada su bandera de batalla, reconociendo su valentía y dedicación en la defensa de su país. Durante su gira en Guerra del Dombás, la brigada perdió 22 que murieron en acción antes del final del despliegue. Después de completar su gira en Dombás, la brigada regresó a Kolomyia en noviembre. El 24º Batallón de Asalto y el 46.º Batallón Independiente de Propósitos Especiales fueron retirados de la brigada debido al deseo de estacionarlos más cerca de sus hogares, ya que el 80% de su personal era del oeste de Ucrania. La Brigada se sometió a una mayor reorganización después de su primer despliegue en la Guerra del Dombás de mayo a noviembre de 2016. En diciembre de 2016, se establecieron los Batallones Separados de Asalto de Montaña 109 y 108 para reemplazar a los Batallones de Asalto 24 y 46 Independientes para Propósitos Especiales previamente retirados. La brigada reanudó su entrenamiento de montaña, incluida una subida a Veliky Verkh ya la cumbre de Hoverla, el pico más alto de Ucrania, para honrar a las víctimas ucranianas de la Batalla de Debaltseve. En septiembre de 2017, la brigada se desplegó nuevamente en Dombás para defender posiciones alrededor de Popasna, y un soldado murió en acción el 23 de septiembre durante los combates en Novooleksandrivka.
Durante la invasión rusa de Ucrania en 2022, se informa que la brigada participó en la defensa del país y participó en batallas alrededor de Mariúpol en febrero de 2022 y en Bajmut en diciembre de 2022.

## Nombre
El 14 de febrero de 2023, el presidente Volodímir Zelenski otorgó a la brigada el honorífico "Edelweiss".

## Estructura
A partir de 2023 la estructura de la brigada es la siguiente:
- Cuartel General Y Compañía del Cuartel General[19]
  - 8. ° Batallón de Asalto de Montaña (unidad militar А3029)
  - 108 ° Batallón de Asalto de Montaña (unidad militar А3715)
  - 109 ° Batallón de Asalto de Montaña (unidad militar А3892)
  - Batallón Blindado (T-72B)
  - Grupo de artillería
  - Batería de adquisición de objetivos
  - Batallón de Artillería (2A18 D-30)
  - Batallón de Artillería Autopropulsada (2S1 Gvozdika)
  - Batallón de Artillería Lanzacohetes (BM-21 Grad)
  - Batallón de artillería Contratanque (MT-12 Rapira)
  - Batallón de artillería de misiles antiaéreos
  - Batallón de reconocimiento (BRDM-2)
  - Batallón de ingenieros
  - Batallón de Mantenimiento
  - Batallón Logístico
  - Compañía de francotiradores
  - Compañía de guerra electrónica
  - Compañía de comunicaciones
  - Compañía de radares
  - Compañía de Defensa Nuclear, Radiológica, Biológica y Química
  - Compañía médica